# Anni 1220
Gli anni 1220 sono il decennio che comprende gli anni dal 1220 al 1229 inclusi.

## Eventi, invenzioni e scoperte

### Eventi
- 1221: la sconfitta dei cristiani a Damietta pone fine alla Quinta Crociata.
- 1223: approvazione scritta e definitiva della Regola Francescana.
- 1226: i Cavalieri Teutonici ricevono dal duca Corrado di Masovia (dipendente del Granduca di Polonia) una richiesta d'aiuto per sottomettere e cristianizzare i pruzzi, gli abitanti della Prussia. Le campagne porteranno alla formazione dello Stato dei Cavalieri Teutonici.
- 1227: l'Imperatore Federico II, all'ultimo momento, tenta di avviare una crociata (che aveva promesso da molti anni) ma un'epidemia tra le truppe lo costringe a posticiparla. Non credendogli, papa Gregorio IX lo scomunica.
- 1228: Federico II, quantunque la scomunica, intraprende la Crociata e si reca in Palestina

#### 1229
- L'11 febbraio l'Imperatore conclude col sultano al-Malik al-Kamil un accordo che permette ai cristiani di accedere a Betlemme, Nazaret, Gerusalemme ed alcune altre località sacre, segnando la fine dell'incruenta Sesta Crociata.
- Il 18 marzo Federico entra nella Basilica del Santo Sepolcro per farsi incoronare Re di Gerusalemme dal patriarca locale. Ma è scomunicato, per cui prende la corona e con le sue mani se la pone sul capo.
- Il 12 aprile il Regno di Francia (retto da Bianca di Castiglia, madre del giovane re Luigi IX "il Santo") e la Contea di Tolosa (retta da Raimondo VII) stringono un patto nel Trattato di Parigi: la Contea viene annessa al Regno congiuntamente al fidanzamento di un fratello del Re, Alfonso conte di Poitou, colla figlia del Conte, Giovanna di Tolosa.

## Personaggi
- l'imperatore del Sacro Romano Impero Federico II
- il sultano al-Malik al-Kamil
- Ermanno di Salza, gran maestro dell'Ordine dei Cavalieri Teutonici